# 卡姆亞尼米斯特 (五一城區)
47°57′48″N 30°49′11″E / 47.96333°N 30.81972°E
卡姆亞尼米斯特（烏克蘭語：Кам'яний Міст），是位於烏克蘭南部的村莊，由尼古拉耶夫州五一城區的卡姆亞尼米斯特市鎮負責管轄，始建於1700年，面積10平方公里，海拔高度73米，2001年人口1,092，人口密度每平方公里109.2人。